# Plaza Francia
Plaza Francia (Piazza Francia) è una piazza pubblica nel barrio di Recoleta a Buenos Aires, capitale dell'Argentina. La vicina Plaza Intendente Alvear è comunemente ma erroneamente conosciuta con lo stesso nome. Fu creata con un'ordinanza municipale il 19 ottobre 1909, come parte dei cambiamenti introdotti nel paesaggio urbano in occasione del Centenario dell'Argentina. Progettata dall'architetto paesaggista francese Carlos Thays, fa parte di un ampio insieme di piazze tra cui Plaza Intendente Alvear, Plaza San Martín de Tours, Plaza Juan XXIII, Plaza Ramón J. Cárcano, Plaza Dante e Plaza Rubén Darío, tra le altre.
La piazza è dominata dal Monumento della Francia all'Argentina di Émile Peynot, inaugurato nel 1910 e donato dalla comunità francese in occasione del Centenario.
Il monumento rappresenta i legami tra i due paesi, incluso il repubblicanesimo e le somiglianze nelle loro storie intorno al 1800. I suoi quattro bassorilievi in bronzo evocano fatti centrali della storia di entrambi i paesi: la Prima Giunta e l'attraversamento delle Ande per l'Argentina, e la presa della Bastiglia e la dichiarazione dei diritti dell'uomo e del cittadino per la Francia. Le due figure femminili che incoronano il monumento simboleggiano l'Argentina e la Francia, guidate da un angelo che personifica la Gloria. Il monumento presenta anche targhe che commemorano personalità di origine francese: il granatiere Domingo Porteau, morto durante la battaglia di San Lorenzo nella guerra d'indipendenza argentina, e lo scrittore Émile Zola. Un monumento a Louis Braille all'interno di Plaza Francia è stato inaugurato nel 1977.